# Ditassa sobradoi
Ditassa sobradoi är en oleanderväxtart som först beskrevs av Morillo, och fick sitt nu gällande namn av S. Liede. Ditassa sobradoi ingår i släktet Ditassa och familjen oleanderväxter. Inga underarter finns listade i Catalogue of Life.